# 슈퍼피니싱
슈퍼피니싱(superfinishing), 마이크로피니싱(microfinishing), 쇼트 스트로크 호닝(short-stroke honing)은 표면 마감과 가공물의 형상을 개선하는 금속가공 공정이다. 이는 연마석이나 테이프를 사용하여 최종 공정에서 남겨진 조각나거나 번진 금속의 얇은 비정질 표면층만 제거함으로써 달성된다. 이 층의 크기는 일반적으로 약 1μm이다.

## 장단점
수퍼피니싱의 장점은 부품 수명 증가, 마모 감소, 공차 감소, 하중 지지 표면 증가, 밀봉 성능 향상, 중단 기간 제거 등이다.
가장 큰 단점은 슈퍼피니싱을 위해서는 사전에 연삭이나 하드 터닝 작업이 필요하므로 비용이 증가한다는 것이다. 슈퍼피니싱은 칩이 적고 재료 제거율이 낮기 때문에 절삭 효율이 낮다. 슈퍼피니싱 스톤은 더 부드럽고 더 빨리 마모되지만 드레싱할 필요는 없다.